# Nicolaus Sander
Nicolaus Sander; auch Nikolaus Sander (* 22. Dezember 1750 in Köndringen; † 21. Januar 1824 in Karlsruhe) war ein deutscher evangelischer Geistlicher.

## Leben

### Familie
Nicolaus Sander war der Sohn von Nicolaus Christian Sander (1722–1794), Spezial-Superintendent und Kirchenrat und dessen Ehefrau Auguste Bernhardine, geb. von Boskin. Sein Bruder war der Schriftsteller Heinrich Sander.

### Ausbildung
Er besuchte, nach väterlichem Unterricht zu Hause, das Pädagogium in Emmendingen und die weiterführende Schule in Lörrach. Von dort aus kam er zum Gymnasium Karlsruhe. Nach Abschluss des Gymnasiums begann er an der Universität Halle ein Theologie-Studium und hörte unter anderem Vorlesungen bei Johann Salomo Semler, bei dem er auch wohnte, und bei Johann August Nösselt, der Exegese, Dogmatik und Kirchengeschichte lehrte. Nach drei Jahren beendete er sein Studium und bestand 1770 das theologische Examen in Karlsruhe, worauf er als Pfarr-Kandidat aufgenommen wurde. Zurück an seinem Geburtsort, übte er sich vorerst im Predigen und setzte seine theologischen und philologischen Studien fort, beschäftigte sich aber auch mit Geschichte, besonders die Naturhistorie interessierte ihn ebenso wie seinen Bruder.

### Mundingen, Pforzheim und Unterwössingen
1772 kam er als Pfarr-Adjunkt nach Mundingen bei Müllheim, setzte aber auch hier das klassische Studium fort und wurde 1775 durch Markgraf Karl Friedrich von Baden zum Prorektor am Pädagogium in Pforzheim ernannt. Er lehrte nach den Methoden von Johann Bernhard Basedow, die damals gerade erst bekannt wurden, übernahm jedoch nur die Teile, die ihm sinnvoll vorkamen und entwickelte hierdurch einen selbständigen pädagogischen Ansatz. Als ein Freund der Musik, der auch Klavier mit Fertigkeit und Ausdruck spielen konnte, stand er an der Spitze verschiedener musikalischer Vereine in Pforzheim. Zugleich nutzte er auch verschiedene Gelegenheiten, um in Pforzheim zu predigen. 1789 wurde er durch die Regierung zum Pfarrer in Unterwössingen befördert.

### Karlsruhe
Er erhielt am 12. Oktober 1791 den Titel eines Professors und wurde Lehrer der ersten und zweiten Klasse des Gymnasii illustris, dem späteren Lyzeum, in Karlsruhe; Dort befreundete er sich auch mit seinem Kollegen Johann Peter Hebel, dem späteren Autor der alemannischen Mundartliteratur. Dazu erhielt er die Aufforderung, einmal monatlich in der Hofkirche zu predigen. 1798 wurde er Hauptlehrer und ordentlicher Professor der Geschichte und Beredsamkeit und in der darauffolgenden Zeit erhielt er die Direktion des Lyzeums; im gleichen Jahr erhielt er den Rang eines Kirchenrats, dem 1803 die Ernennung zum Wirklichen Kirchenrat folgte, mit Sitz und Stimme im Kollegium, dem der spätere Staats- und Kabinettsrat Dr. Johann Nicolaus Friedrich Brauer vorstand.
Aufgrund der Vereinigung eines großen Teils der Rheinpfalz, das nun zum Kurfürstentum Baden erhoben wurde, die Auflösung des bisherigen lutherischen Konsistorium in Heidelberg und die Übernahme von deren Geschäften durch das Kollegium in Karlsruhe, machte es erforderlich, das die Aufgabe innerhalb des Kollegiums neu verteilt wurden. Nicolaus Sander verstand es nach kurzer Zeit, der lutherischen Kirche des Unterlandes die Gleichförmigkeit mit der Kirche des alten Landes zu geben, hierbei fand er die Unterstützung von Karl Friedrich von Baden, der die mittellose Kirche des Unterlandes mit einem Fond von 12.000 Gulden zur Errichtung und Verbesserung von Pfarreien und Schulen, unterstützte, dazu kam die Gründung eines Pfarrhilfsfond zur Unterstützung notleidender lutherischer Pfarrer und Schullehrer, das maßgeblich auf Nicolaus Sander zurückging.
Nachdem Johann Nicolaus Friedrich Brauer 1803 mit seiner Schrift Gedanken über einen Kirchenverein beider Protest. Religionsparteien die Idee entwickelt hatte, die evangelisch-lutherische und die evangelisch-reformierte Kirche im Land zu vereinen, setzte Nicolaus Sander diese Idee größtenteils in die Praxis um. 1807 wurde der reformierte Kirchenrat in Heidelberg mit dem lutherischen Kirchenrat zum evangelischen Oberkirchenrat Karlsruhe vereinigt. Zu diesem Oberkirchenrat kam der 1805 von Bremen nach Heidelberg berufene Professor für Theologie Johann Ludwig Ewald.
Graf Karl Christian Ernst von Bentzel-Sternau gründete in dieser Zeit die General-Studienkommission, in die er Nicolaus Sander, Johann Nicolaus Friedrich Brauer und Johann Ludwig Ewald berief. Diese Kommission hatte den Auftrag, das niedere und höhere Schulwesen sowie die Anstalten für Künste und Wissenschaften zu reformieren und im ganzen Land gleich zu stellen. Für die Schulen der drei Konfessionen sollten allgemeine Pläne entworfen werden und die Besten dann beraten werden. Die Kommission wurde zwar wieder aufgelöst, als Graf von Bentzel Sternau aus badischen Diensten austrat, allerdings wurden die Pläne auf anderen Wegen weiter verfolgt. Die drei Männer arbeiteten erfolgreich weiter an der Vereinigung der beiden katholischen und reformierten Gymnasien in Heidelberg und Mannheim, das zu einem Lyzeum verändert wurde, zu einer für alle drei Konfessionen gemeinschaftlichen Anstalt.
1809 wurde das Kollegium aufgehoben und in eine evangelische Kirchensektion des Ministeriums des Inneren verwandelt; Nicolaus Sander kam zusätzlich in die besondere Kirchen- und Prüfungskommission.
Nach dem Tod des bisherigen Direktors des Pfarrwitwen- und des Schullehrer-Witwenfonds, Pfarrer Hofmann aus Blankenloch, wurde ihm die Direktion der beiden Fonds übertragen und er konnte durch verschiedene Maßnahmen die Unterstützung der Witwen erheblich verbessern.
Nicolaus Sander blieb zeit seines Lebens unverheiratet.

#### Kirchenunion
Lutherische Pfarrer und Schullehrer erhielten reformierte Aufseher oder Spezial-Superintendenten und die reformierten Pfarrer und Lehrer erhielten lutherische Aufseher und Spezial-Superintendenten; dazu wurde eine Vereinheitlichung der Feier- und Festtage eingeführt. In der weiteren Folge wurden lutherische Vikariate und Pfarreien, wegen mangelnder lutherische Kandidaten, mit reformierten Kandidaten besetzt. Von Seiten der Gemeinden wurde ab 1817 angeregt, beide Kirchen zu vereinigen. Diesem Wunsch wurde Rechnung getragen und am 2. Juli 1821 begann in der Stadtkirche in Karlsruhe die erste Sitzung der Generalsynode, die Nicolaus Sander mit einer Rede eröffnete, die dann am 26. Juli 1821 zur Vereinigung beider Landeskirchen zur Vereinigten Evangelisch-protestantischen Kirche im Großherzogtum Baden führte. Sie war damit nach der Evangelischen Kirche in Preußen von 1817 und der Vereinigten protestantisch-evangelisch-christlichen Kirche der Pfalz (Pfälzische Landeskirche) eine der ersten unierten Landeskirchen Deutschlands (Unierte Kirche) und nach der Pfalz wohl die zweite Kirche, in der eine Bekenntnisunion durchgeführt wurde. Nicolaus Sander war die treibende Seele dieser Vereinigung, der die meisten Vorbereitungsarbeiten übernahm, indem er Entwürfe verfasste, die zur Abstimmung vorgelegt wurden und er fasste die Wünsche und Vorschläge der einzelnen Diözesen zusammen, die dann auf der Generalsynode vorgelegt wurden.
1823 trennten sich die katholischen Gemeinden von Mühlhausen an der Würm, Lehningen und Steinegg bei Pforzheim, an der Spitze des Grundherrn Julius von Gemmingen-Steinegg und dem bisherigen Pfarrer Aloys Henhöfer, von der katholischen Kirche und baten um Aufnahme in die evangelische Gemeinschaft. Auch an diesem Übertritt hatte Nicolaus Sander einen maßgeblichen Anteil. Nachdem Aloys Henhöfer, auf Drängen der katholischen Kirche, nicht als Pfarrer in Mühlhausen bleiben durfte, drohte die Gefahr, dass die Gemeinde aufgrund des fehlenden Pfarrers finanzielle Einbussen hinnehmen müsse, auch hier sorgte Nicolaus Sander für schnellen Ersatz, und seine Aufforderung an die protestantischen Einwohner des Landes, sorgte für die notwendige finanzielle Unterstützung; weil die Aufforderung in der Allgemeinen Kirchenzeitung veröffentlicht wurde und dadurch auch im Ausland bekannt wurde, übertraf das Ergebnis bei weitem die Erwartungen. Durch die 30.000 Gulden Unterstützung war die Gemeinde in der Lage ein eigenes Gotteshaus zu errichten.
In dem von Johannes Bähr verfassten Nekrolog, der ebenfalls am Zustandekommen der Union beteiligt war, gibt er einen ausführlichen Bericht von den verschiedenen Konferenzen, die zur Vereinigung der Kirchen geführt haben.

## Ehrungen
Nicolaus Sander erhielt von der theologischen Fakultät der Universität Heidelberg den Ehrendoktor der Theologie verliehen.